# Friskrivning

För en bredare betydelse av begreppet., se disclaimer.  
Friskrivning är en klausul vid försäljning av en fastighet eller del därav. Normalt ansvarar säljaren i 10 år för vad man kallar dolda fel. Är inte säljaren beredd att ta ansvaret kan han/hon friskriva sig för dolda fel. Ofta är motiven att säljaren är gammal, skall flytta utomlands, ska skilja sig, är ett dödsbo eller inte har ekonomi för ett framtida åtagande, oftast vid försäljning med flera olika delägare inblandade. Klausulen måste skrivas korrekt, det räcker inte med "i befintligt skick" utan en speciell skrivning behövs. Köparen har långt gående undersökningsplikt, och vid äldre fastigheter måste man räkna med att det finns dolda fel. Är säljaren i eller har varit verksam byggbranschen eller har kunskap rörande byggnation eller har byggt huset själv kan en friskrivning förklaras ogiltig vid domstol vid dolda fel. Vid fastighetsköp är det vanligt med en överlåtandebesiktning med ett protokoll om det finns eventuella fel på fastigheten.